# Pristipomoides
Pristipomoides – rodzaj ryb z rodziny lucjanowatych.

## Klasyfikacja
Gatunki zaliczane do tego rodzaju:

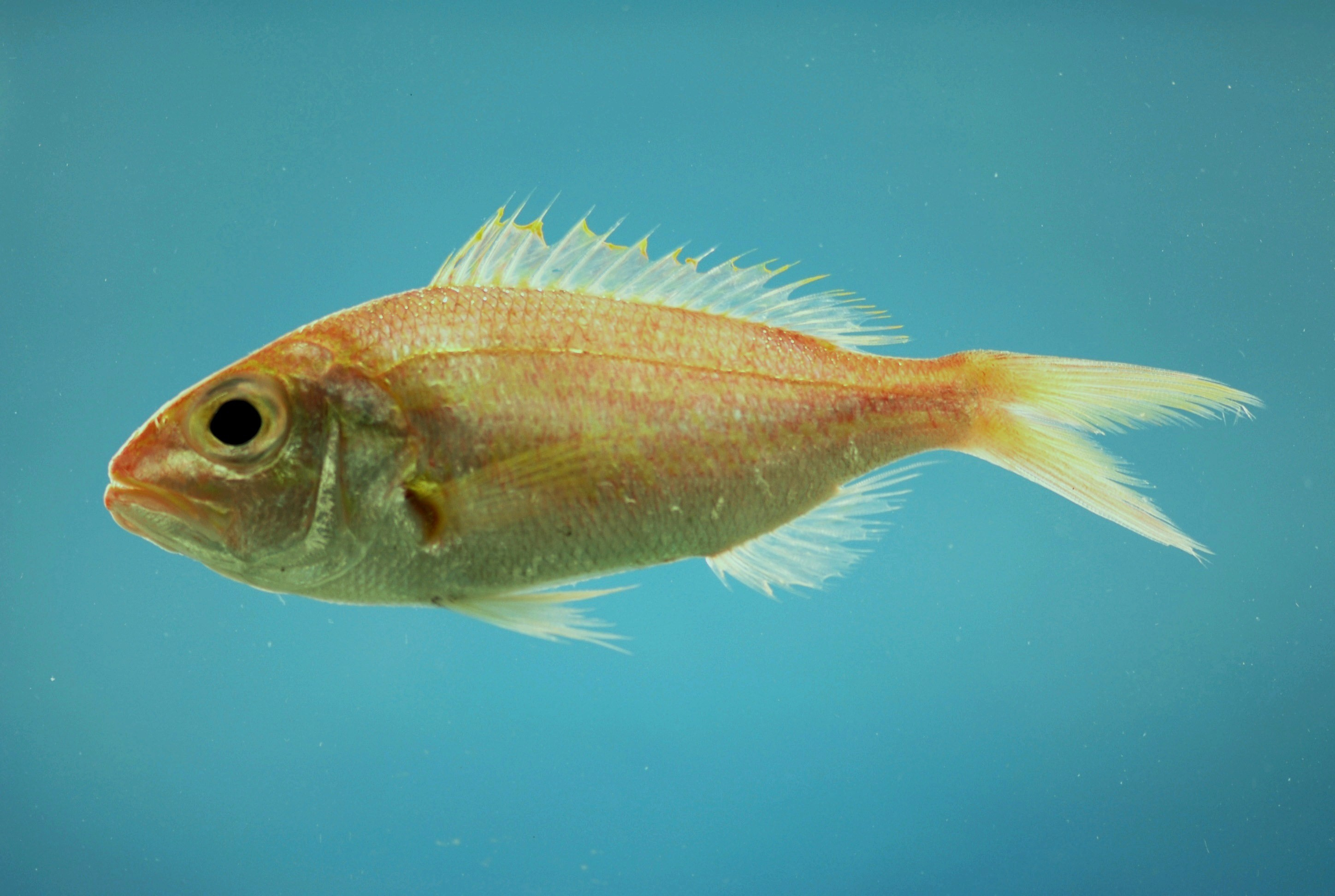
Pristipomoides aquilonaris
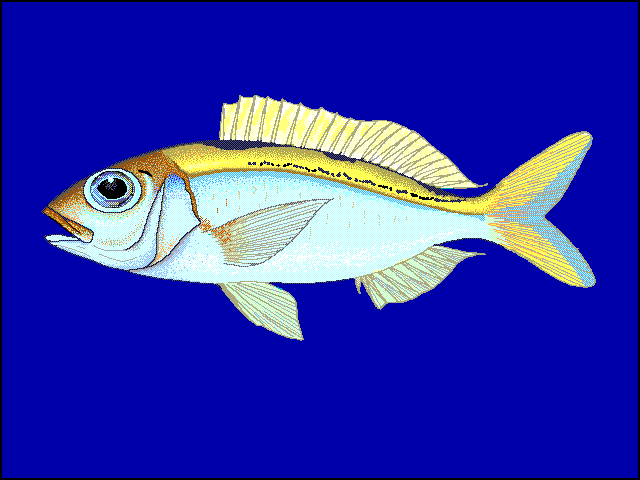
Pristipomoides argyrogrammicus
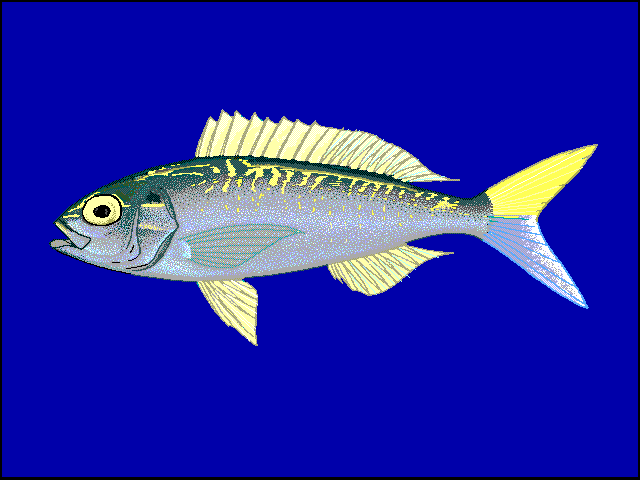
Pristipomoides auricilla
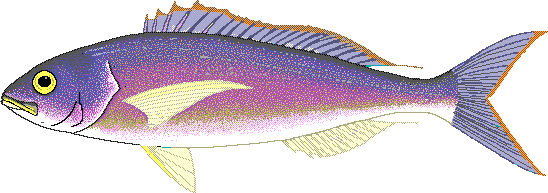
Pristipomoides filamentosus
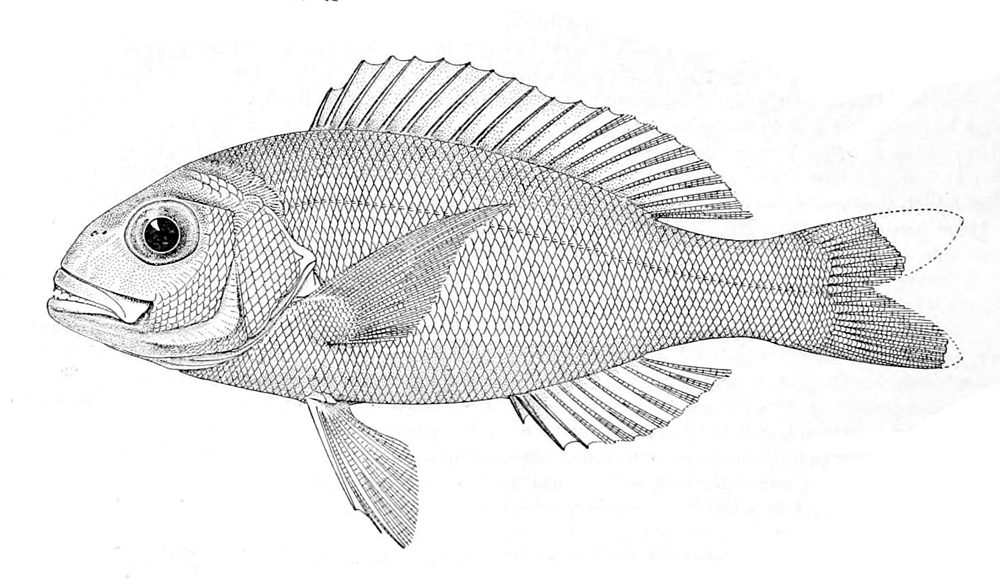
Pristipomoides flavipinnis
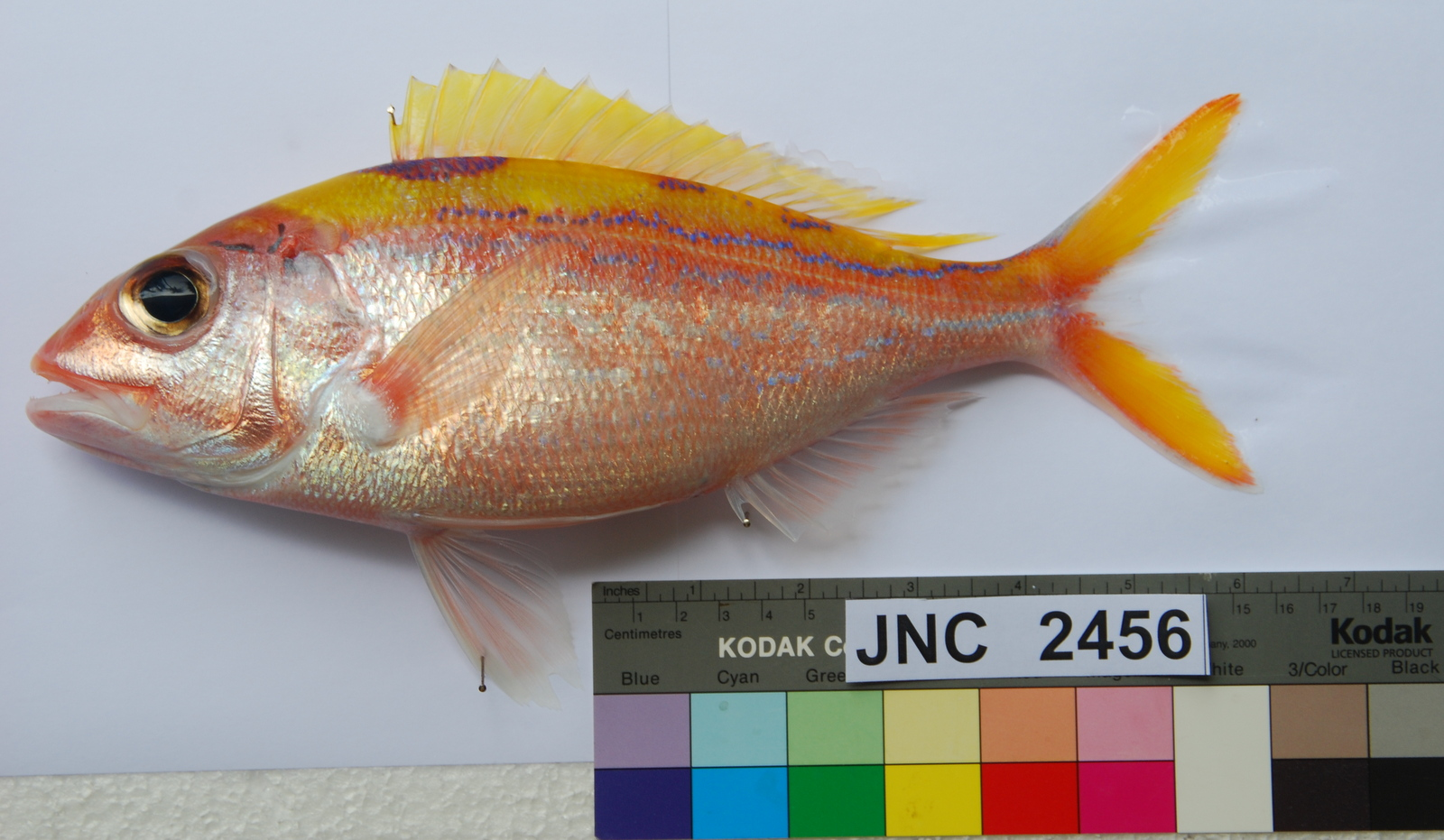
Pristipomoides freemani
- Pristipomoides macrophthalmus
- Pristipomoides multidens
- Pristipomoides sieboldii
- Pristipomoides typus
- Pristipomoides zonatus

- Pristipomoides aquilonaris
- Pristipomoides argyrogrammicus
- Pristipomoides auricilla
- Pristipomoides filamentosus
- Pristipomoides zonatus
- Pristipomoides argyrogrammicus